# Kaplica królewska w Dreux

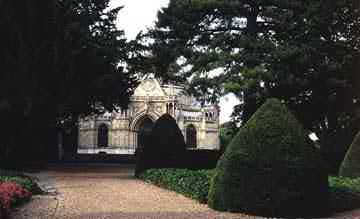
Kaplica - stan obecny

Kaplica królewska św. Ludwika w Dreux, franc. Chapelle royale de Dreux’ – kaplica i miejsce pochówku członków bocznej linii Burbonów – dynastii Orleańskiej (Maison d’Orléans). 

## Historia
W 1775 ziemie hrabstwa Dreux zostały nadane księciu Penthièvre, kuzynowi króla Ludwika XVI. Książę należał do bocznej linii Burbonów - linii Burbon-Penthièvre, przed rewolucja francuska była to najbogatsza rodzina w całej Francji. Książę był nieślubnym wnukiem Ludwika XIV. W 1783 sprzedał Ludwikowi XVI ziemie Rambouillet i dlatego 25 listopada tego samego roku, przeniósł dziewięć trumien z prochami swoich rodziców – hrabiego i hrabiny Tuluzy, swojej żony – księżniczki Marii Teresy d’Este, i szóstki z siedmiorga ich dzieci. Trumny w długiej procesji przybyły z małego, średniowiecznego kościoła niedaleko zamku Rambouillet. Prochy złożono w kolegiacie św. Stefana w Dreux (Collégiale Saint-Étienne de Dreux).
Książę Penthièvre zmarł w marcu 1793 i jego ciało złożono w krypcie obok ciał jego rodziców. 21 listopada tego samego roku, rewolucjoniści zbezcześcili kryptę i wrzucili wszystkie dziesięć ciał do masowego grobu na cmentarzu Chanoines. W 1816 Ludwika Maria – córka księcia Penthièvre, jedyna z jego dzieci, która przeżyła i poprzez małżeństwo została księżną Orleanu, kazała wybudować nową kaplicę na miejscu masowego grobu jako przyszłe miejsce spoczynku dla jej rodziny. W 1830 Ludwik Filip I, król Francuzów i wnuk księcia Penthièvre kazał ozdobić i powiększyć kaplicę, którą z tej okazji przemianowano na Kaplicę królewską w Dreux. Wtedy kaplica stała się nekropolią dynastii Orleańskiej.

## Dynastia Orleańska
Linii Burbonów-Orleańskich została założona przez Filipa I, księcia Orleanu, młodszego brata króla Ludwika XIV. Jego syn Filip II był regentem Francji, a prawnuk tego ostatniego Ludwik Filip Józef ożenił się z najbogatszą dziedziczką Francji – córką księcia Penthièvre. Podczas rewolucji francuskiej zmienił imię na Philippe Égalité i zgłosował za śmiercią Ludwika XVI, ale zginął na gilotynie dziesięć miesięcy po swoim kuzynie. Jego syn został w 1830 królem Francuzów – ostatnim królem we Francji. 

## Pochowani w kaplicy

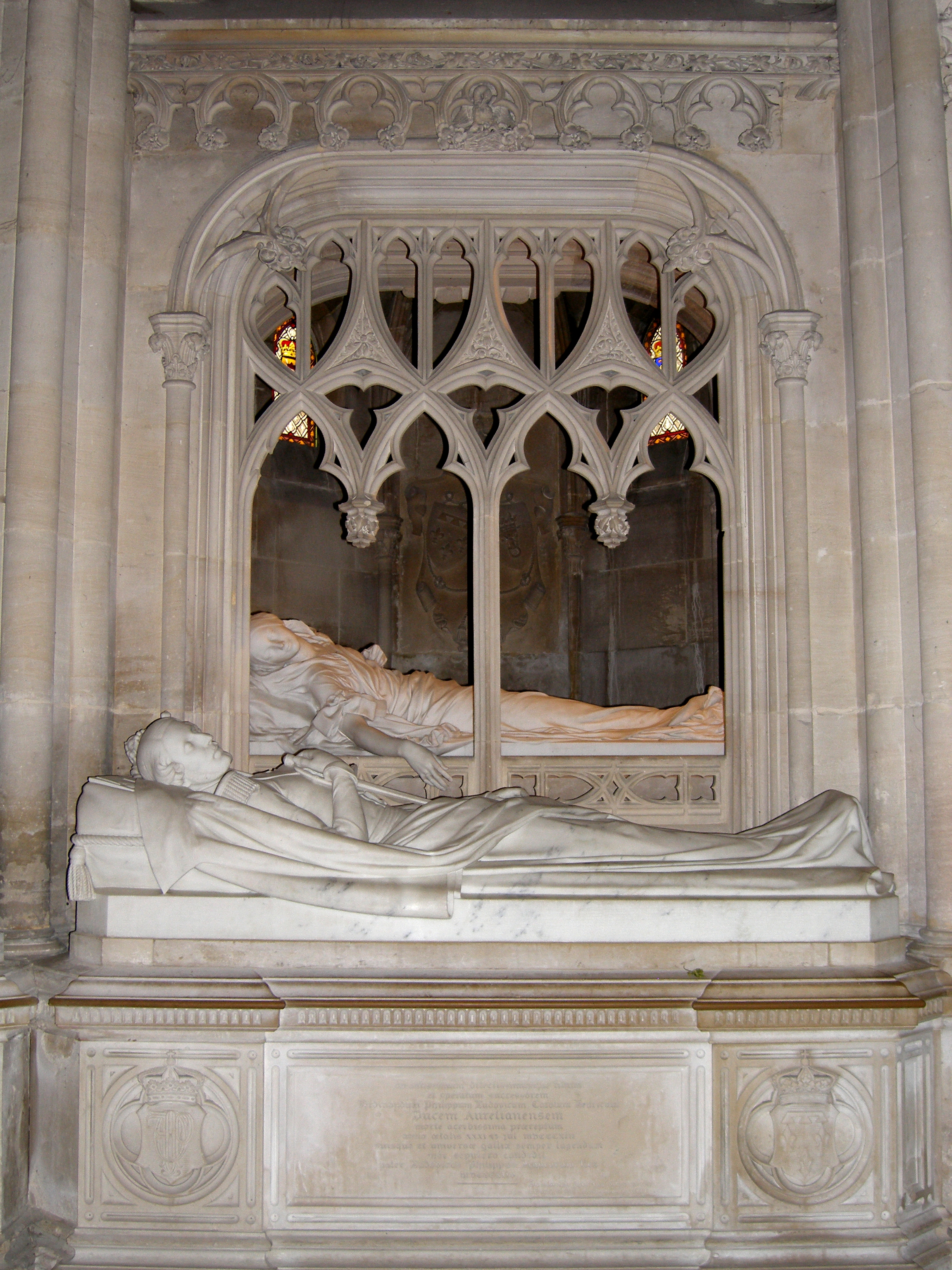
Nagrobki Ferdynanda Filipa i jego żony Heleny

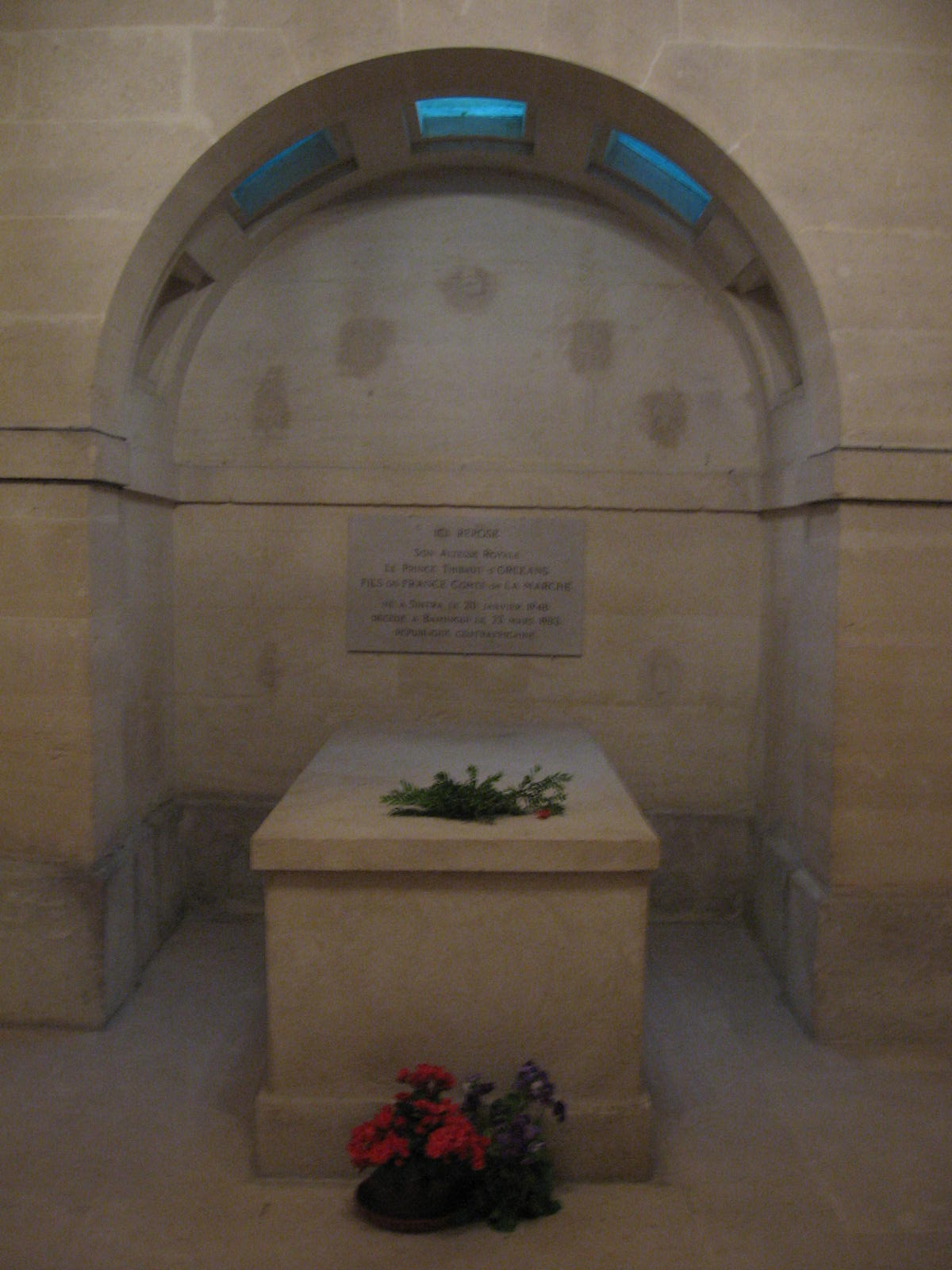
Nagrobek Tybalta Orleańskiego (zm. 1983)

### Burbonowie
- Ludwik Aleksander Burbon, hrabia Tuluzy (1678–1737)

∞ Maria Wiktoria de Noailles, hrabina Tuluzy (1688–1766)
- Ludwik Burbon, książę Penthièvre (1725–1793)

∞ Maria Teresa Felicyta d’Este, księżna Penthièvre (1726–1754) 
* Ludwik Maria Burbon, książę Chateauvillain (1746–1749)
* Ludwik Aleksander Burbon, książę Lamballe (1747–1768)
* Jan Maria Burbon, hrabia Guingamp (1748–1755)
* Wincenty Maria Ludwik Burbon (1750–1752)
* Maria Ludwika Burbon (1751–1753)
* Ludwika Maria Burbon, księżna Orleanu (1753–1821)
* Ludwik Maria Felicjan (1754)
- Ludwik Franciszek II Burbon, książę Conti (1734–1814)

### Burbonowie-Orleańscy
- serce Filipa II, księcia Orleanu, regenta Francji (1674–1723)
- Matylda Orleańska, księżna Condé (1750–1822)
- Ludwik Filip I, książę Orleanu, król Francuzów (1773–1850)

∞ Maria Amelia Burbon-Sycylijska, królowa Francuzów (1782–1866) 
* Ferdynand Filip, książę Orleanu (1810–1842)
∞ Helena Mecklenburg-Schwerin, księżna Orleanu (1814–1858) 
* Henryk Orleański, hrabia Orleanu, pretendent do tronu Francji
∞ Izabella Orleańska-Bragança, hrabina Paryża (1911–2003)
* Franciszek Gaston Michał Maria Orleański, książę Orleanu (1935–1960)
* Tybalt Ludwik Denis Humbert Maria Orleański, hrabia La Marche (1948–1983)
* Henryk Orleański, książę Aumale (1822–1897)
∞ Maria Karolina Bourbon-Sycylijska, księżna Aumale (1822–1869)
* Ludwik Filip Maria Leopold Orleańśki, książę Condé (1845–1866)
* Henryk Leopold Filip Maria Orleański, książę Guise (1847–1847)
* Franciszek Paweł Orleański, książę Guise (1852)
* Franciszek Ludwik Filip Maria Orleański, książę Guise (1854–1872)
- Antoni Filip Orleański, książę Montpensier (1775–1807)
- Adelajda Orleańska (1777–1847)
- Franciszka Orleańska (1777–1782)
- Ludwik Karol Orleański, hrabia Beaujolais (1779–1808)